# Ambahy
Ambahy est une commune rurale malgache située dans la région de Vatovavy.